# Albert Kozlovsky
Albert Kozlovsky, född 20 maj 1902 i Libau i Ryssland, död 16 september 1974 på Lidingö, var en svensk  balettmästare.
Albert Kozlovsky var son till skolvaktmästaren Boleslav von Kozlovsky. 1914 flyttade familjen till Moskva där han fick utbildning vid Moskvas konstnärliga balettskola 1916-1920. Efter avslutad utbildning fick han sommaranställning vid Eremitaget, där han dansade två roller. När familjen senare samma år återvände till Lettland fick Kozlovsky anställning som dansare vid operan i Riga. På ett stipendium reste han 1925 till Paris, varifrån han reste till Buenos Aires med förespegling om arbete, men blev lurad och började här i stället studera för Olga Preobrazjenskaja. För att försörja sig tvingades han dock snart lämna studierna för att i stället turnera med en liten balettgrupp runt om i Italien. I Venedig fick han tillfälle att studera för Enrico Cecchetti. Därefter turnerade han med Monte Carlobaletten i Frankrike, Schweiz, Tyskland, Spanien, Nederländerna och Algeriet. Han arbetade även en tid med en dansakrobatgrupp på cirkus. 1928 blev Kozlovsky medlem av den nybildade opera- och balettensemblen Opera de privée och turnerade därefter med en mindre del av ensemblen därifrån i Rio de Janeiro, Sao Paulo och Montevideo. Ensemblen gick därefter i konkurs, och 1930 återvände Kozlovsky till Libau. Här blev han anställd som balettmästare vid stadsteatern och gjorde själv koreografin till ett flertal föreställningar. I november 1944 flydde han med tillsammans med sin hustru till Sverige. Här öppnade han 1945 en privat balettskola i Stockholm. 1947-1948 arbetade Kozlovsky som balettmästare vid Oscarsteatern och var 1949-1969 balettmästare vid Kungliga teatern och chef för dess balettelevskola. Från 1957 var han verksam vid Drottningsholmsteatern. Albert Kozlovsky tilldelades 1968 Carina Ari-medaljen.